# Perlhuhnwels
Der Perlhuhnwels (Synodontis angelicus) gehört zur Unterfamilie der Fiederbartwelse (Mochokinae) der Familie Mochokidae. Die Art wurde bereits 1891 wissenschaftlich beschrieben. Sie wird seit mindestens 1954 als Aquarienfisch eingeführt. Obwohl dieser Wels durch die für Fiederbartwelse einzigartige Färbung, viele weiße Tüpfel auf dunkelgrauem bis fast schwarzen Untergrund, Flossen (außer der Fettflosse) mit weißen und dunklen Bändern, sehr gut von anderen Arten zu unterscheiden ist, finden sich dennoch mit Synodontis tholloni und S. werneri zwei Synonyme in der wissenschaftlichen Literatur. Außerdem wurde mit S. angelicus zonatus eine Unterart beschrieben, die sich durch zusätzliche helle vertikale Bänder auf den Seiten, von der Nominatform unterscheidet. Wie sich gezeigt hat, können solche abweichenden Färbungsmuster aber innerhalb einer Population auftreten, die eine taxonomische Sonderstellung nicht rechtfertigen. Der wissenschaftliche Artname angelicus ist Latein und bedeutet ‚engelsgleich‘. Der deutsche Name Perlhuhnwels nimmt Bezug auf die Färbung, die denen von Perlhühnern ähnelt.

## Vorkommen
Das Verbreitungsgebiet ist fast das gesamte Kongobecken, einschließlich die Einzugsgebiete des Kasai und Ubangi, eventuell auch das Ogôoué Bassin in Gabun, nicht jedoch der sambische Teil des Kongo-Einzugs. Besonders häufig scheint sie auch im Malebo Pool (dem früheren Stanley Pool) nahe der Stadt Kinshasa vorzukommen, von wo sie hauptsächlich für die Aquaristik gefangen wird.

## Größe
Nach FishBase kann diese Art eine Länge von über einem halben Meter erreichen. Andere Quellen sprechen jedoch von „nur“ 24 Zentimetern.

## Fortpflanzungsbiologie
Die Fortpflanzung dieser Art ist nicht genau bekannt, es wird aber angenommen, dass sie Freilaicher sind. Obwohl der Perlhuhnwels in Gefangenschaft noch nicht rein nachgezüchtet werden konnte, werden Hybriden von dieser Art im Zierfischhandel angeboten. Diese werden vor allem in Osteuropa durch Hormonspritzen (Hypophysen Extrakte) erzielt. Von Aquarienbeobachtungen weiß man aber, dass diese Art mit zunehmendem Alter unverträglich gegenüber Artgenossen wird, was auf Revierverhalten hindeutet.